# 부시 (브랜드)

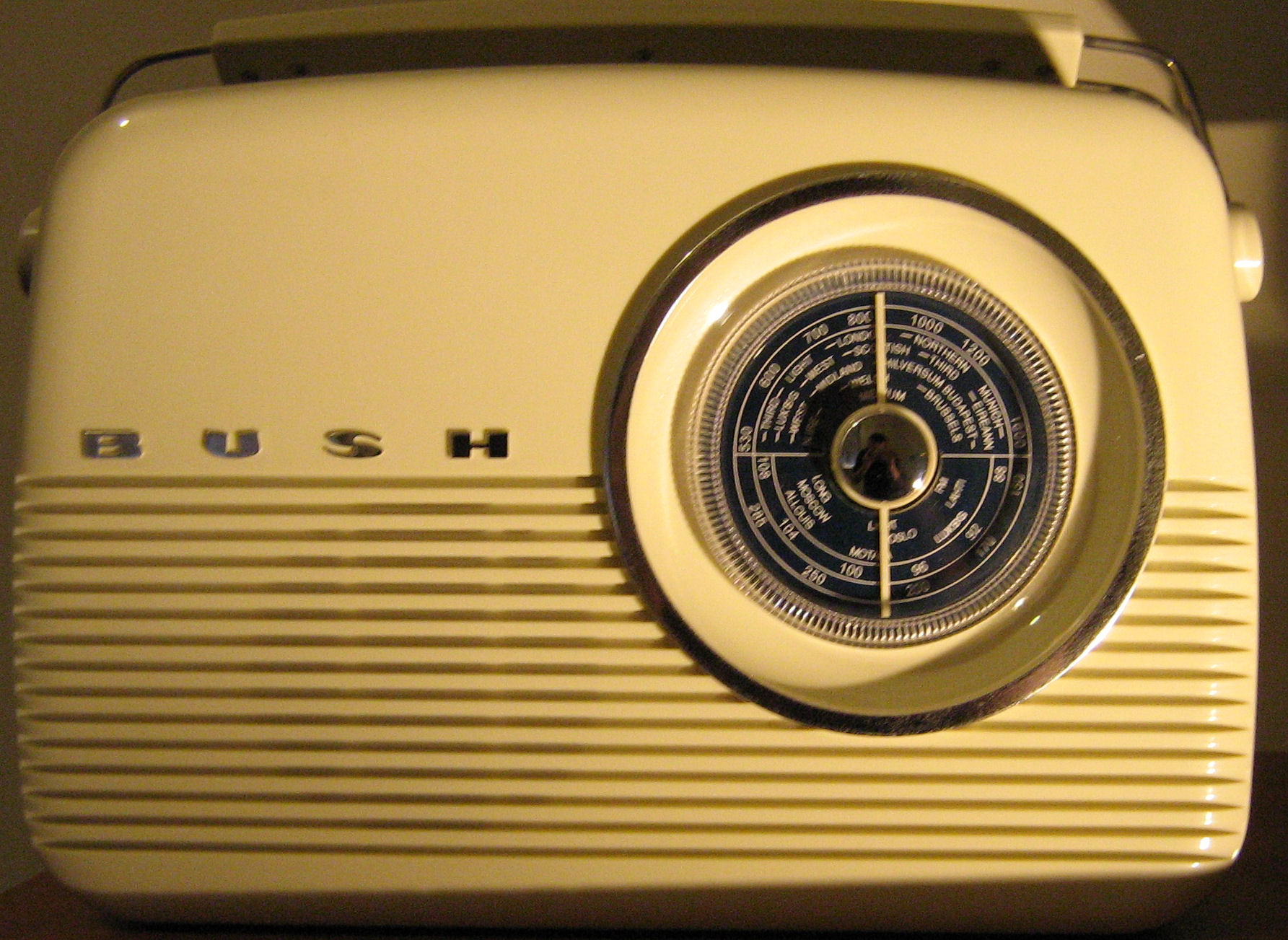
1959 TR82 트랜지스터 포터블 부시 라디오의 재생산품

부시(Bush)는 1932년 부시 라디오로 창립되어, 오늘날은 홈 리테일 그룹이 소유한 영국 가전 브랜드이며, 초창기 영국 라디오에서 가장 유명한 브랜드 중의 하나다. 자매 브랜드는 알바다. 오늘날 모든 부시 및 알바 제품은 아르고스에서 독점 판매된다.